# Сен-Виктор, Жак
Граф Жак-Максимилиан Бенжамэн Бинс де Сен-Виктор (фр. Jacques-Maximilien Benjamin Bins, comte de Saint-Victor; 1772—1858) — французский писатель, поэт, драматург, переводчик и журналист .
Отец Поля де Сен-Виктора, эссеиста и критика.
Сен-Виктор был ярым роялистом. Во время Первой империи Наполеона Бонапарта в декабре 1813 года, пытаясь сесть на английский фрегат, граф де Сен-Виктор был арестован и доставлен в Париж, где был заключён в тюрьму как шпион изгнанного короля Людовика XVIII. Провёл несколько недель в тюрьме, позже из-за отсутствия доказательств, что он был роялистским заговорщиком выпущен на свободу.
После падения Наполеона — известный консервативный журналист. Был одним из главных редакторов журнала консервативного направления Journal des débats, рупора либерально-конституционной монархии и её сторонников. Внёс свой вклад в работе роялистского ежедневного «Drapeau blanc».
Финансовый кризис и разочарование идеей конституционной монархии, воплощенной при реставрации Бурбонов, побудили Сен-Виктора уйти в отставку и отправиться в Америку в 1830 году, где он прожил около трёх лет, отправляя регулярные отчёты на родину для друзей-роялистов. По возвращении сотрудничал и был главным редактором газеты La France.
Некоторое время жил во Фрибурге, затем в Риме, наконец, вернулся в Париж, где и умер в 1858 году.

## Творчество
Поэт и прозаик. переводчик классических стихов (в том числе Анакреонта). Кроме того, опубликовал несколько исторических исследований, а также три оперных либретто.
Кроме нескольких театральных пьес, написал «Les grands poètes malheureux» (1802), «Le musée des antiques» (1818), «Oeuvres poétiques» (1822), «Tableau historique et pittoresque de Paris» (1808), «Etudes sur l’histoire universelle» (1840).